# Whitesboro (Teksas)
Whitesboro je grad u američkoj saveznoj državi Teksas. Prema popisu stanovništva iz 2010. u njemu je živjelo 3.793 stanovnika.